# Bronze Tiger
Pour les articles homonymes, voir Bronze (homonymie).
Bronze Tiger, alias Ben Turner, est un super-vilain, spécialiste en arts martiaux, appartenant à l'univers de DC Comics. Créé par le dessinateur Jim Berry et le scénariste Dennis O'Neil, Bronze Tiger apparaît pour la première fois dans la nouvelle Dragon's Fists en 1974. Sa première apparition dans un comic book de l'univers DC a lieu dans Richard Dragon, Kung Fu Fighter l'année suivante.

## Biographie fictive

### Les jeunes années
Ben Turner vient d'un quartier noir de Central City. Alors qu'il avait seulement 10 ans, il vit un cambrioleur agresser ses parents, et entreprit de tuer celui-ci avec un couteau de cuisine. Afin de contrôler sa rage, il décida de se tourner vers les arts martiaux. Après quelque temps, Turner décida de gagner l'Extrême-Orient pour mettre un terme à ses démons. Là-bas, il rencontra le O-Sensei, et devint son disciple, au côté de Richard Dragon. La rencontre entre Ben Turner et Richard Dragon sert de point de départ pour la série Richard Dragon, Kung-Fu Fighter. Plus tard, ils sont approchés par Barney Ling, membre de l'organisation G.O.O.D. (Global Organization of Organized Defense). Leur travail effectué à contrecœur pour Ling est le matériau de base de la série Kung-Fu Fighter.
Un retour en arrière dans DC Comics Presents #39 (1981) montre Richard Dragon découvrant que Turner a subi un lavage de cerveau par le Professeur Ojo, le forçant à devenir Bronze Tiger, puis manipulé par Ling qui s'avère être un traître.

### Ligue des Assassins
Plus tard, dans Suicide Squad #38, Turner et Dragon sont engagés par King Faraday afin de travailler pour le C.B.I.. Chargés de démanteler la Ligue des Assassins, Dragon et Turner sont repérés par la Ligue, qui tue Myoshi, la fiancée de Turner, et font subir un lavage de cerveau à Turner. Turner se délivre alors de ses démons en les canalisant au travers de sa nouvelle identité de Bronze Tiger, un assassin masqué au service de la Ligue.
Au sein de la Ligue, il entraîna plusieurs membres de la Ligue, notamment Cassandra (la future Batgirl), la fille de l'assassin David Cain. En tant que Bronze Tiger, Turner était craint tout autour du globe, alors que son identité n'était connue que de la Ligue.
Bronze Tiger étant craint à travers le monde, le Sensei veillait à ce que Turner n'enlève son masque que le plus rarement possible, lui assignant une nouvelle mission dès qu'il en terminait une autre. Son identité est restée secrète pour un certain temps, et il devint un des criminels les plus recherchés, opérant sur trois continents.
Bronze Tiger fut finalement envoyé assassiner Kathy Kane (alias Batwoman), une amie de Batman. Pendant son combat contre Batman, alors qu'il le surpassait, un autre assassin tua Kathy Kane. Après Crisis on Infinite Earths, il fut décidé que Kathy Kane n'était jamais devenue Batwoman, et ne connaissait que très peu Batman. Un autre personnage nommé Kate Kane devint Batwoman en 2006, qui semble être un personnage complètement différent. En réalité, Kathy Kane devait infiltrer l'intimité de Batman, mais tomba amoureuse de celui-ci. Il fut sous-entendu qu'elle n'était pas morte après son enlèvement par Bronze Tiger.
King Faraday découvrit alors la véritable identité de Bronze Tiger, il mit alors en place une équipe de sauvetage composé de Rick Flag et Nightshade. Une fois secourue, Bronze Tiger fut relevé de ses fonctions par Amanda Waller, qui dirigera plus tard le Suicide Squad.

### Suicide Squad
Amanda Waller recruta plus tard Turner pour devenir le leader du Suicide Squad, mais il se retrouva second de l'équipe derrière Rick Flag. Lors de la première mission de l'équipe, Bronze Tiger se trouva face à Ravan, qu'il refusa de tuer bien qu'il l'ait grièvement blessé. Une relation naquit entre Turner et Vixen, alors que Flo Crawley, membre du Suicide Squad, avait le béguin pour Turner. Turner convainquit Ravan de rejoindre les rangs du Suicide Squad, et ensemble, ils formèrent un duo de choc.
Bien que le Suicide Squad fût principalement composé de super-vilains, Bronze Tiger était l'un des "bons" membres, contrebalançant le reste de l'équipe. Il fait régulièrement respecter les règles mises en place par Waller, comme le port par les membres de l'équipe d'un dispositif forçant un comportement correct.
La nature controversée du Suicide Squad poussa probablement au départ de Rick Flag et à sa mort apparente dans une explosion nucléaire. Turner devint alors le leader de l'équipe, un rôle dans lequel il excelle, préférant désobéir à des ordres directs plutôt que de voir ses hommes mourir. Le membre de l'équipe Duchess, en réalité le soldat Apokoliptien Lashina, trahit le Suicide Squad et emporta sur la planète Apokolips plusieurs de ses ex-équipiers, dont Flo Crawley, qui ne survivra pas à son enlèvement.
Turner est alors confronté à ses actions par ses supérieurs, ce qui le verra perdre la tête. Il fuit, retournant en extrême-Orient où il passa quelque temps comme janissaire, abandonnant Vixen au passage.
Finalement, Amanda Waller reforma le Suicide Squad et rengagea Turner. Mais entre-temps, Turner est devenu un homme perturbé, s'éloignant de Vixen et provoquant sans cesse Ravan. Peu de temps après la reconstitution de l'équipe, lors d'une mission, Vixen se trouve blessé, ce qui réveille les sentiments de Turner à son égard. Vixen quittera l'équipe et se séparera en bons termes de Turner.
Lors de la dernière mission de l'équipe, le Suicide Squad rencontre des difficultés pour libérer une île du joug d'un dirigeant tyrannique. L'équipe doit alors traverser une forêt connue pour causer des hallucinations. Alors que les autres membres subissent des délires, Turner doit faire face à lui-même. Après s'être débarrassé de ses démons, Turner redevient un homme sain. Le tyran sera vaincu par Waller.
Peu après avoir quitté le Suicide Squad, Turner prend part aux côtés de Bruce Wayne aux recherches visant à retrouver Jack Drake (le père de Tim Drake) et Shondra Kinsolving, qui ont été enlevés. Il fait avec Green Arrow et Gypsy (une membre de l'éphémère Justice League Task Force). Gypsy tombe alors amoureuse de Turner, qui deviendra son mentor en arts martiaux.
Dans un arc narratif de la franchise Batgirl paru en 2005, Cassandra Cain recherche sa mère biologique, qu'elle croit être Lady Shiva. Elle traque Turner jusqu'à Détroit où il ouvert le « Tiger Dojo ». Ils parviennent à trouver un terrain d'entente concernant l'implication de Turner dans l'entraînement de Cassandra, et Turner ressent une fierté à l'idée de voir Cassandra devenir une héroïne. Bronze Tiger rencontre Batman peu après, qui doit arrêter une bande de vilains et venger son maître.

### World War IIIet après...
Dans le cycle World War III, Bronze Tiger est à la retraite, mais Amanda Waller le supplie de reprendre du service.
Dans Checkmate (vol. 2), Bronze Tiger extrait Rick Flag d'une prison secrète Quraci où il a été emprisonné pendant quatre ans. Son costume est une variante de celui porté pendant son temps à la Ligue des Assassins, complété par un masque de tête de tigre. 
Après l'épisode de la prison, Waller retrouve Ben Turner à son dojo et lui révèle qu'elle a divulgué les informations concernant la localisation de Rick Flag. Puis, elle enrôle Turner et Flag afin de pourchasser une apparente fausse équipe Suicide Squad - une équipe en réalité organisée par Flag et Turner à l'insu de Waller. 
Dans Countdown to Final Crisis, Bronze Tiger fait partie des membres du Suicide Squad cherchant à engager Pied Piper et le Trickster. 
Dans une récente apparition dans la mini-série Gotham Underground, Bronze Tiger, aux côtés d'autres membres du Suicide Squad, participe à l'arrestation de Double-Face, du Chapelier Fou, de Hugo Strange et de l'Épouvantail. Alors qu'il fouille l'Épouvantail, celui-ci gaze Turner, révélant une phobie des insectes. 
Bronze Tiger apparaît dans Blackest Night : Suicide Squad #67. Avec l'aide d'équipiers du Suicide Squad, il tente de mettre un terme aux activités d'un baron de la drogue mexicain. Lorsque les Secret Six tentent de pénétrer dans la prison de Belle Reve, Bronze Tiger défie Catman, pour voir qui est l'artiste martial le plus performant dans les techniques de combat inspirées des félins.

### La renaissance DC
Lors de la Renaissance DC, Bronze Tiger apparaît comme un membre de la Ligue des Assassins.

## Pouvoirs et capacité
Bronze Tiger ne possède pas de capacité surhumaine, mais est un maître en arts martiaux. Il a maîtrise plusieurs styles de combat tels que la boxe, le Hapkido, le Jeet Kune Do, le Ju-jitsu, le Judo, le Karaté, le Kung Fu, le Muay Thai, la Savate, le Vale Tudo et le Taekwondo.
Il a surpassé plusieurs artistes en art martial renommés tels que Batman.

## Adaptations à d'autres médias

### Télévision
- Bronze Tiger apparaît dans la série d'animation Batman : L'Alliance des héros, durant l'épisode 11 de la saison 1 nommé Le Retour du clan de l'Ombre.

- Bronze Tiger apparaît au cours de la saison 2 de la série télévisée Arrow, incarné par Michael Jai White.

### Cinéma
- Une version alternative de Bronze Tiger apparaît dans le film d'animation La Ligue des justiciers : Dieux et Monstres (2015).
- Il apparaît au sein de la Suicide Squad dans le film d'animation Suicide Squad : Le Prix de l'enfer (2018).
- Le personnage de Bronze Tiger apparaît dans le film d’animation Batman: Soul of the Dragon (2021), interprété par Michael Jai White.

### Jeux vidéo
- Bronze Tiger apparaît dans le jeu vidéo Batman: Arkham Origins Blackgate.

- Bronze Tiger est également un personnage jouable du jeu vidéo Lego Batman 3 : Au-delà de Gotham.